# Downtown Miami
Downtown Miami é um bairro residencial e centro financeiro de Miami, no Condado de Miami-Dade, Flórida, Estados Unidos. A área é de 5,48 km2 e a população segundo censo de 2011 é de 71.000 habitantes.
Conhecido como Downtown, a área é um centro cultural, financeiro e comercial do sul da Flórida. Nos últimos anos, Downtown Miami se tornou a área que mais cresce em Miami, com grandes construções de arranha-céus e grande aumento da população. Downtown é o lar dos principais museus, parques, centros de educação, bancos, sedes de empresas, tribunais, repartições públicas, teatros, lojas e muitos dos edifícios mais antigos da cidade.

## História
Downtown, junto com Coconut Grove, é o local mais antigo habitado em Miami, com os primeiros assentamentos datados no início do século XIX. O desenvolvimento da cidade começou na década de 1890 com a construção da estação de trem Florida East Coast Railway por Henry Flagler Standard, a pedido de Julia Tuttle e marcando o início do desenvolvimento da área com empresários como William Brickell e George Edgar Merrick.

## Geografia
Downtown Miami é dividido em quatro áreas distintas, Midtown, Park West, Central Business District (CBD), Brickell:
- Central Business District: normalmente chamado apenas "Downtown", é o centro histórico de Miami é delimitada pela NE 6th St ao norte, a Baía Biscayne ao leste, e o Rio de Miami a oeste e sul. Nesta área, encontra-se a maioria dos edifícios históricos, lojas, avenidas, museus, bibliotecas, escritórios, escolas, bem como a maioria dos escritórios locais públicos, do município, estado e federal.

- Brickell: localizado ao sul do Rio Miami é um conjunto de edifícios de habitação e instituições financeiras, principalmente ao longo da Brickell Avenue;

- Omni: lar de vários hotéis e edifícios residenciais. Faz fronteira com a Baía Biscayne, ao leste, NE 2nd Ave ao oeste, NE 21st St ao norte e a Interstate 395, ao sul;[1]

- Park West: é famosa por sediar muitas casas noturnas, localiza-se ao oeste do Bicentennial Park, leste da NW 1st Ave, sul da I-195 e no norte da NE 6th St.

- Miami Jewelry District: é famosa por suas lojas de jóias. É composto de quatro blocos e faz fronteira com a North Miami Avenue, NE 2nd Avenue, East Flagler Street e NE 2nd St;[2]

## Transporte

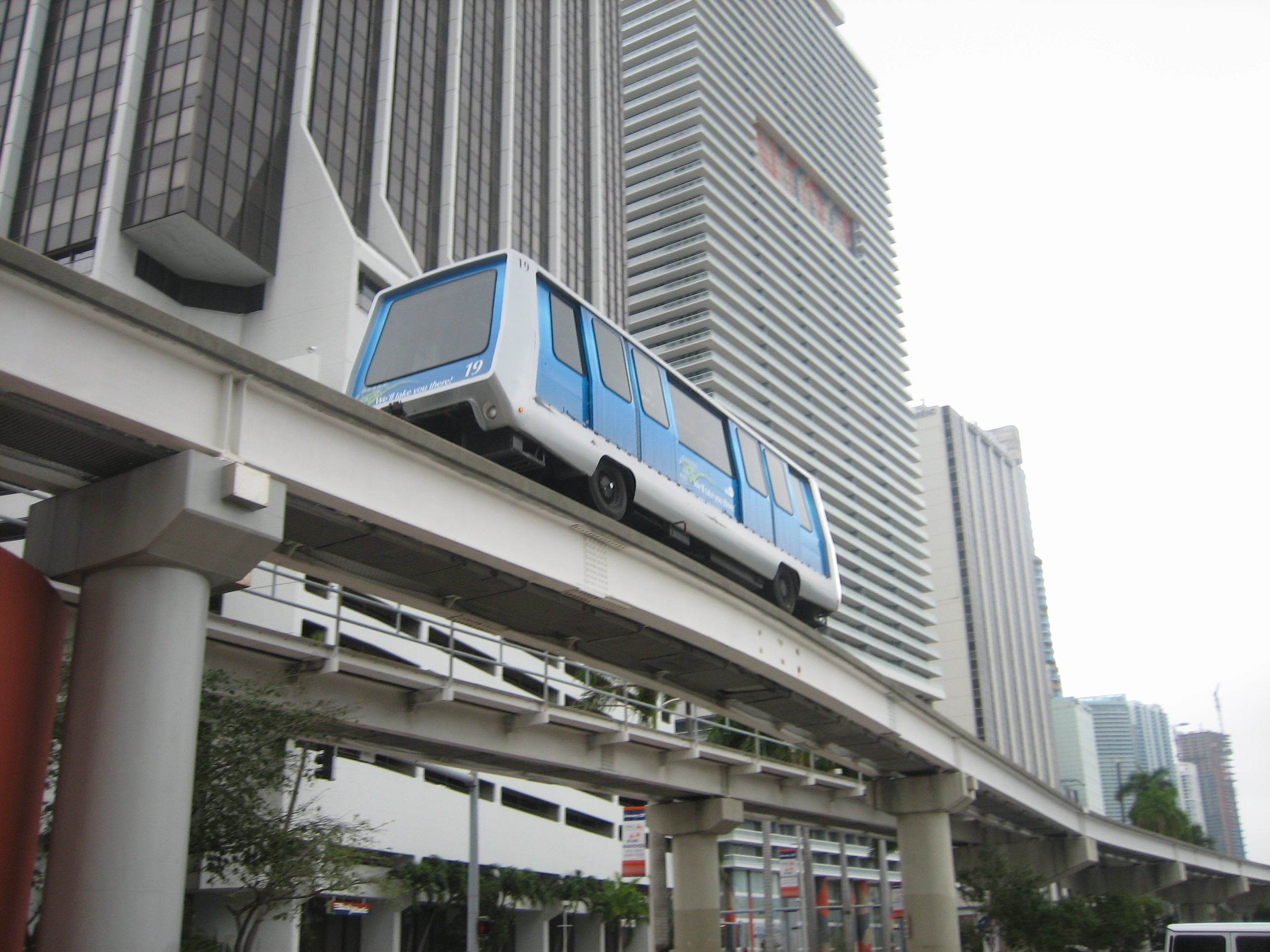
O Metromover é gratuito e cobre toda Downtown, Brickell, e Omni.

O transporte público no centro da cidade são mais usados do que em qualquer outra área de Miami. O Metromover é um sistema de metrô totalmente automatizado, possui três linhas que se cruzam no centro da cidade.
O metrô de Miami tem estações em grande parte da Grande Miami e Miami-Dade servindo também o Aeroporto Internacional de Miami para a Estação Central de Miami. Há também diversas linhas de ônibus. A principal estação de ônibus no centro da cidade está localizado na Estação Omni Midtown.

## Monumentos e locais de interesse

### Arquitetura religiosa
- Central Baptist Church (1925)
- First Church of Christ Scientist- Miami (1925)
- First Presbyterian Church (1898)
- First United Methodist Church (1966)
- Gesu Catholic Church (1896)
- Greater Bethel AME Church (1927)
- St. Jude Catholic Church (1946)
- Temple Israel of Greater Miami (1926)
- Trinity Episcopal Cathedral (1925)
- Immanuel Lutheran Church
- Central Korean Presbyterian Church
- The Shul of Downtown and Brickell
- City of Miami Cemetery

### Arquiteturas Civis
Distritos Históricos
Downtown tem três distritos históricos: Downtown Miami Commercial Historic District, Downtown Miami Historic District e Lummus Park Historic District.
Downtown Miami Historic District cobre 1,5 km2, com mais de 60 edifícios no centro de Downtown construídos entre 1900-1924, 1925-1949 e 1950-1974. O Downtown Miami Commercial Historic District tornou-se distrito histórico em 1988 e inclui 20 edifícios ao leste do centro da cidade com estilos que vão do século XIX início do século XX. A Historic District Lummus Park, designado em 1988, é uma área de 1,1 km 2 , com 43 edifícios, ao oeste de Downtown perto de Lummus Park , entre a Interstate 95 e o Rio de Miami. Os edifícios são para o período de 1900-1924 e 1925-1949, com o estilo que vão desde XIX início do século XX.
Arranha-céus

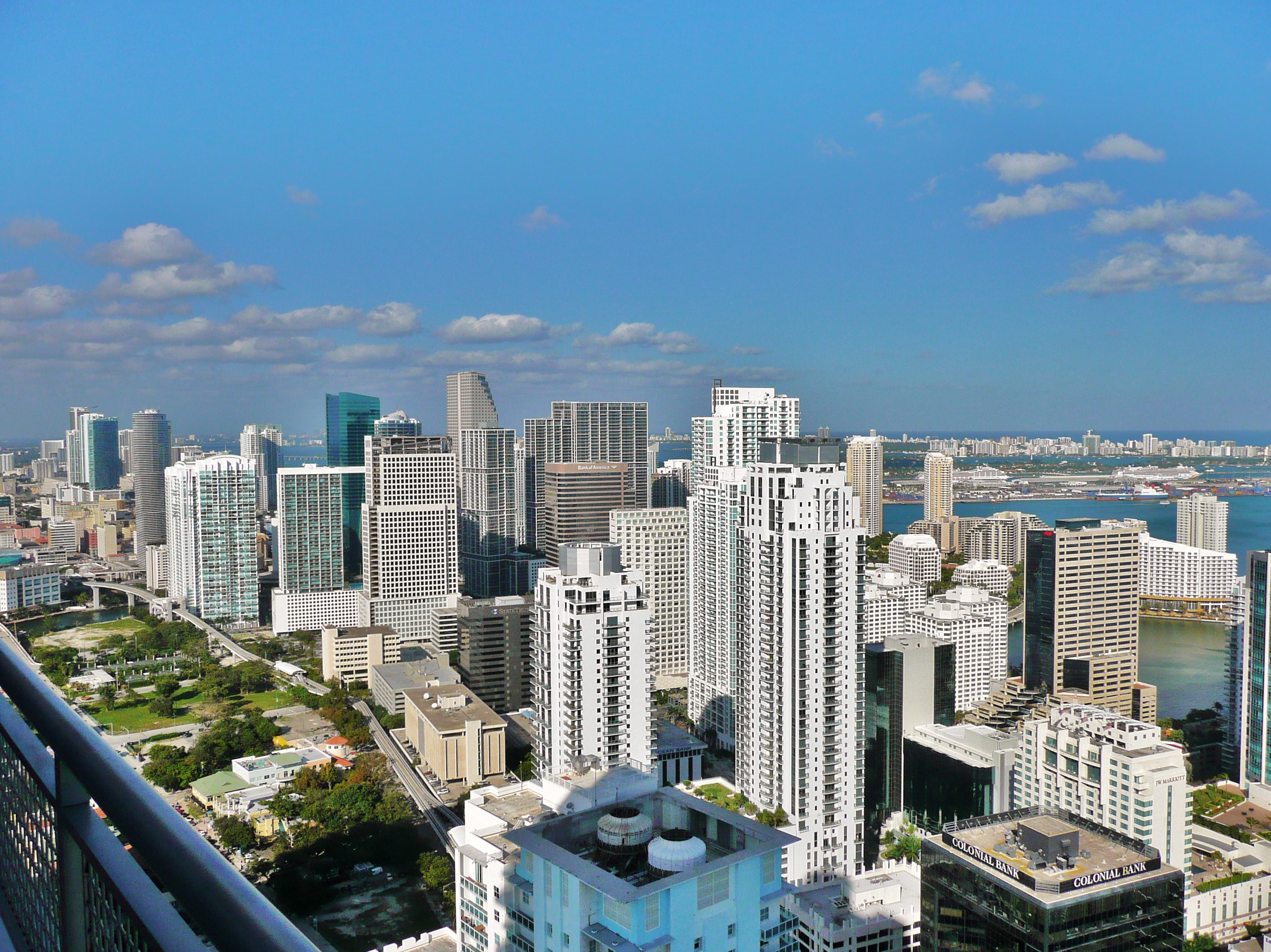
Arranha-céus de Miami vistos de Brickell

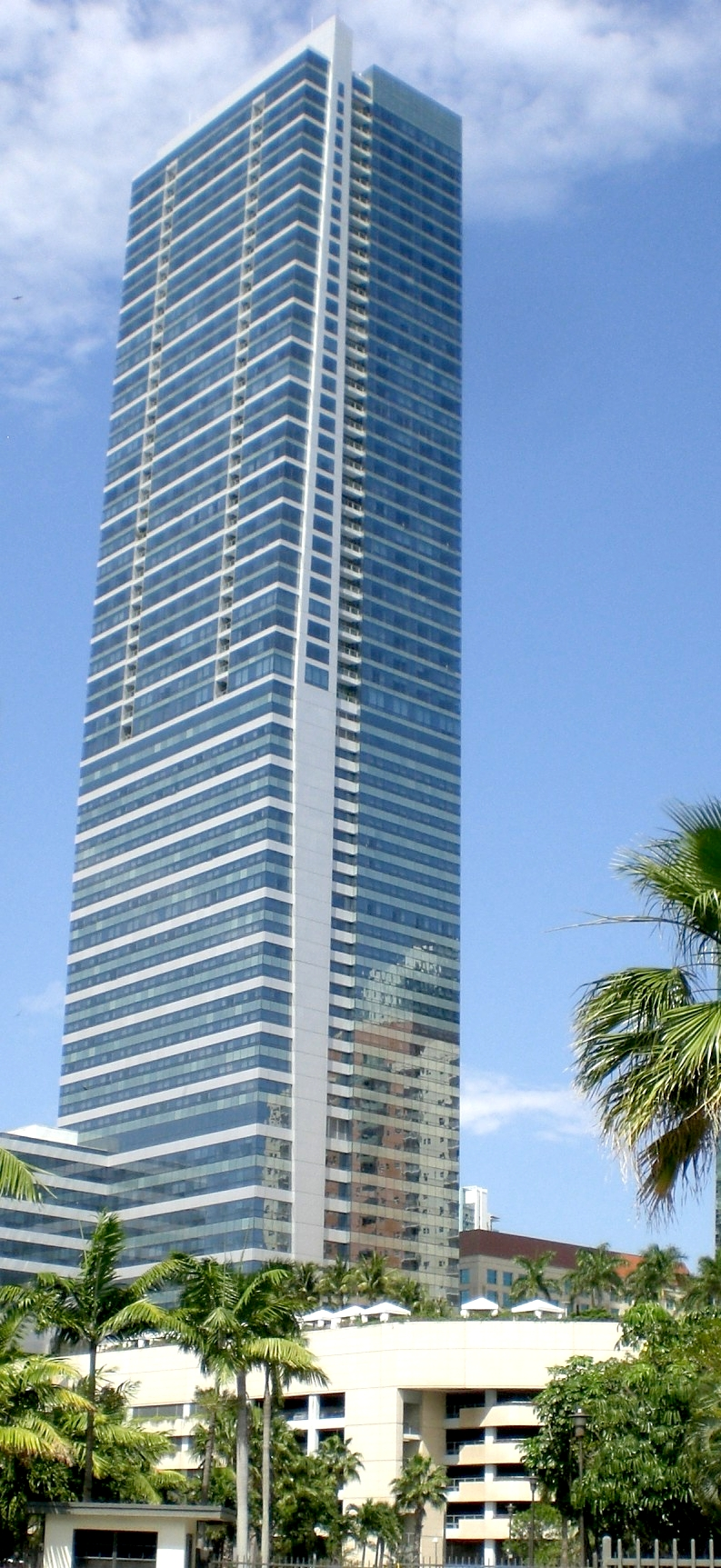
O Four Seasons Hotel Miami

Downtown é caracterizada por vários arranha-céus, principalmente ao longo da costa da Baia de Biscayne.
Hotéis
- Four Seasons Hotel and Tower
- Hotel InterContinental
- The Grand Doubletree

Edifícios residenciais
- 900 Biscayne Bay
- Ten Museum Park
- 1800 Club
- Wind
- Marinablue
- One Miami East Tower
- Opera Tower
- Quantum on the Bay Tower
- The Ivy
- Marquis Miami
- Mint
- 50 Biscayne
- Met 1
- The Loft 2
- Everglades on the Bay Tower

Escritórios
- Four Seasons Hotel and Tower
- Southeast Financial Center
- Miami Tower
- One Biscayne Tower
- 1450 Brickell
- 701 Brickell Avenue
- Brickell Financial Centre
- Espirito Santo Plaza
- Sabadell Financial Center
- Brickell Bay Office Tower
- Latitude on the River|Latitude One
- SunTrust International Center
- Alfred I. DuPont Building
- Miami Center
- Courthouse Center
- Museum Tower
- Dade County Courthouse
- New World Tower
- Stephen P. Clark Government Center
- Met 2 (Wells Fargo Center)

### Áreas Naturais

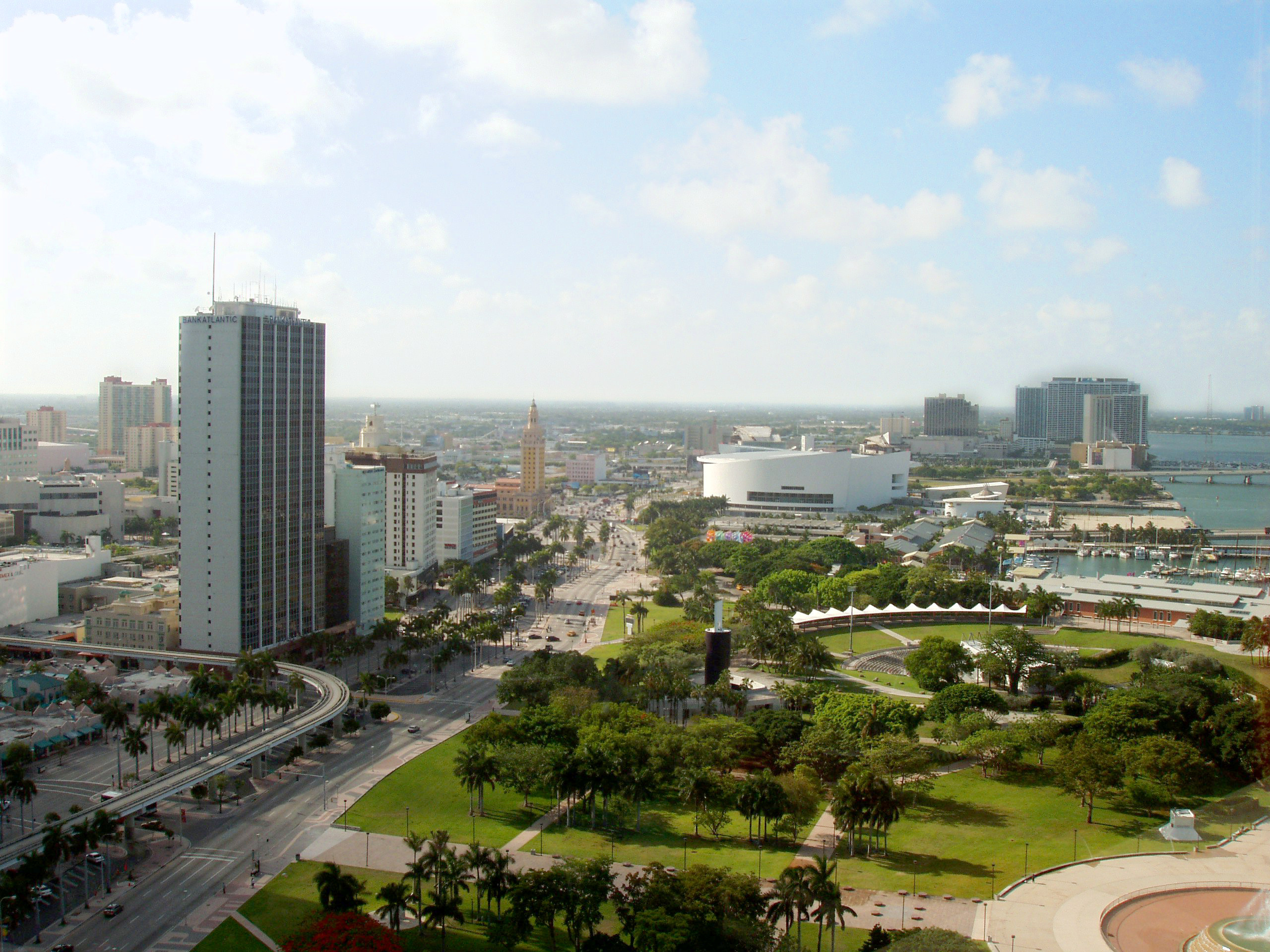
Bayfront Park

Os principais parques de Downtown são: Bayfront Park, o Museum Park (anteriormente Bicentennial Park) e o Pace Park. Bayfront Park é caracterizado como um anfiteatro que abriga uma série de concertos gratuitos durante o ano, além de ser um ponto de encontro para muitos eventos, como o l'Orange Drop, Bike Miami, '"America's Birthday Bash at Bayfront Park" e o Dia da Independência.
O Museum Park hospeda muitos concertos ao ar livre, como o Vans Warped Tour e o Ultra Music Festival. O parque Museum, no entanto, está atualmente em fase de renovação.
Outros parques no centro da cidade são:
- Jungle Island
- Miami Seaquarium
- Lummus Park
- Paul S. Walker Park
- Joan Lehman Sculpture Plaza
- Robert F. Clark Plaza
- Southside Park
- Simpson Park
- Alice Wainwright Park
- Brickell Park
- Miami Circle
- Brickell Key Park
- Brickell Plaza Mini Park

### Áreas comerciais
- Flagler Street
- Miami Jewelry District
- Bayside Marketplace
- Mary Brickell Village

## Economia
Downtown é o lar de muitas empresas, corporações e organizações, é o principal centro financeiro e comercial central do Sul da Flórida. Algumas empresas privadas com sede em Downtown: Akerman Senterfitt, Arquitectonica, Bilzin Sumberg, Espírito Santo Financial Group, Florida Justice Institute, Greenberg Traurig, Holland & Knight, Limehouse Software, Macy's Inc, Miami Herald, Miami Today, Shutts & Bowen, Terremark Worldwide, Vector Group, World Property Channel, e Zyscovich Architects.
Organizações públicas contam com seus principais escritórios em Downtown, incluem: Development Authority, Miami-Dade County government, Miami-Dade County Public Schools, Miami Police Department, e Miami-Dade Parks and Recreation.

### Consulados
Vários países têm consulados baseados em Downtown, a maioria dos quais estão localizados ao longo da Biscayne Boulevard e Brickell Avenue. Estes incluem:
- Argentina
- Bahamas
- Brasil
- Chile
- República Dominicana
- Equador
- França
- Alemanha
- Guatemala
- Haiti
- Israel
- Jamaica
- Japão
- Países Baixos
- Paraguai
- Peru
- Trinidad e Tobago
- Reino Unido
- Venezuela

## Galeria

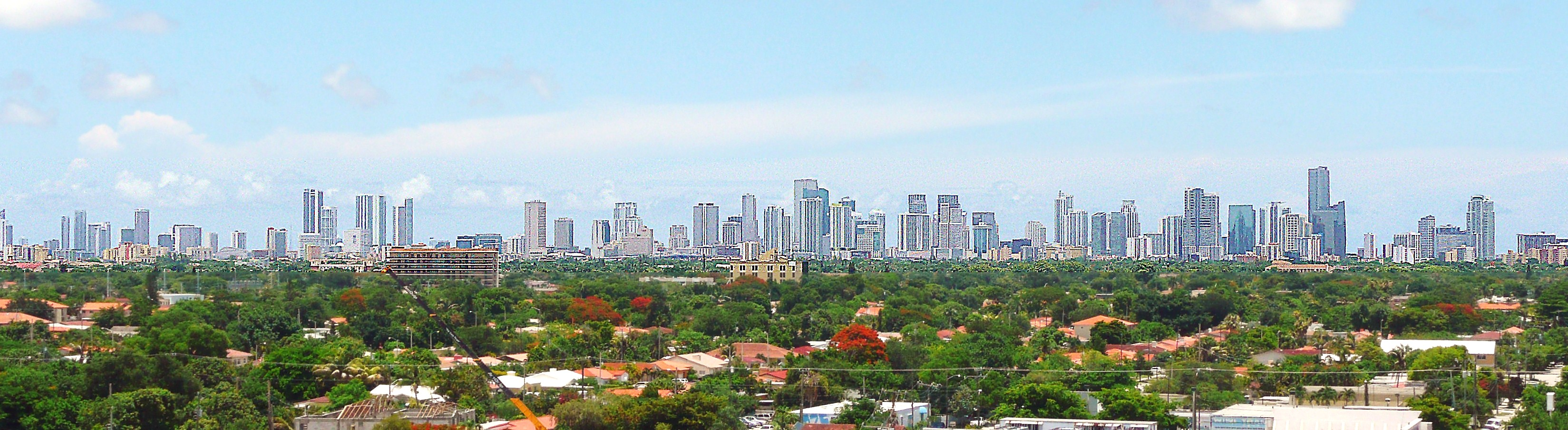
Panorama de Miami Downtown a partir do oeste
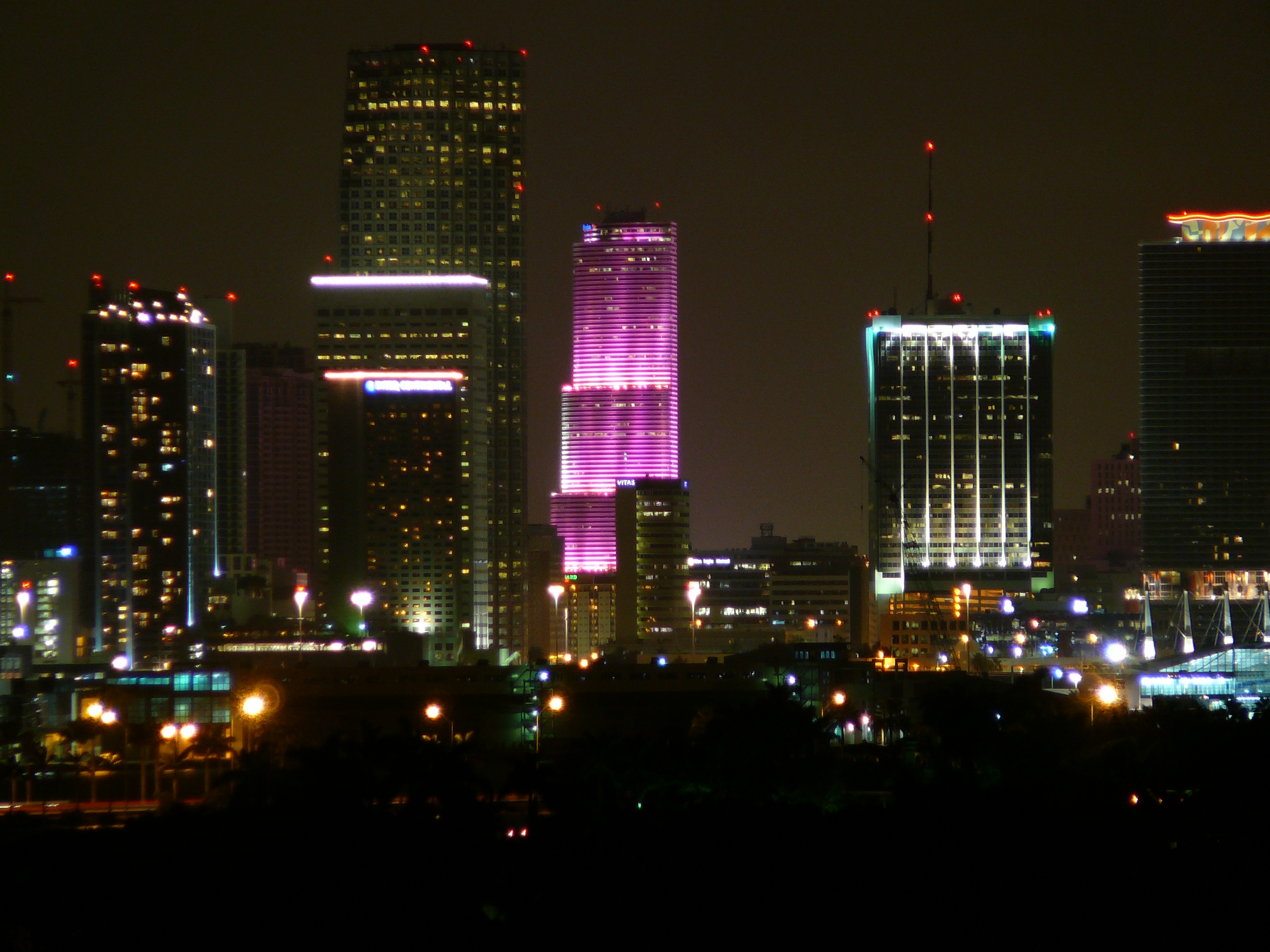
Bank of America Tower iluminado em rosa neon
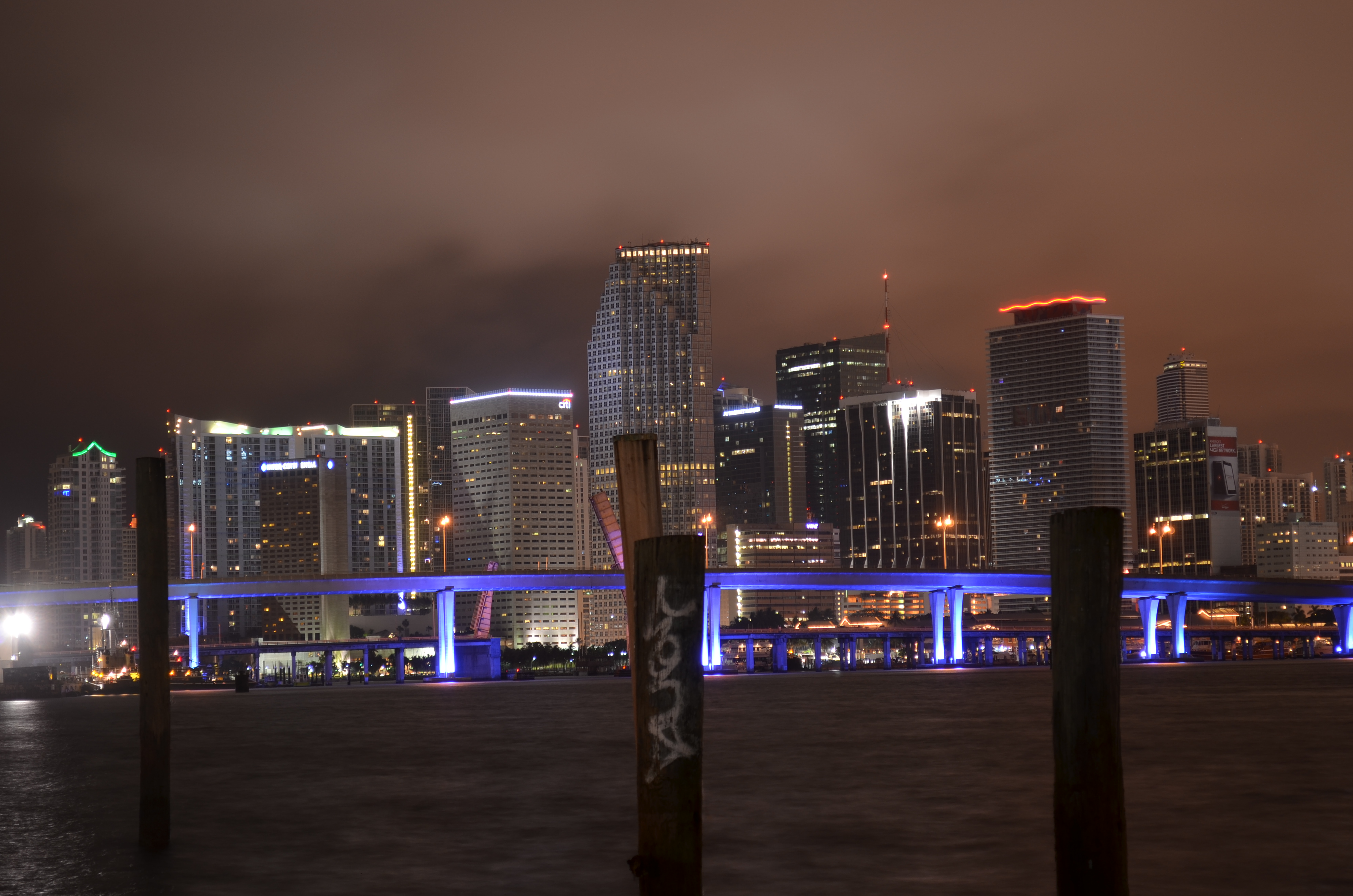
Downtown Miami à noite sobre a Baía Biscayne
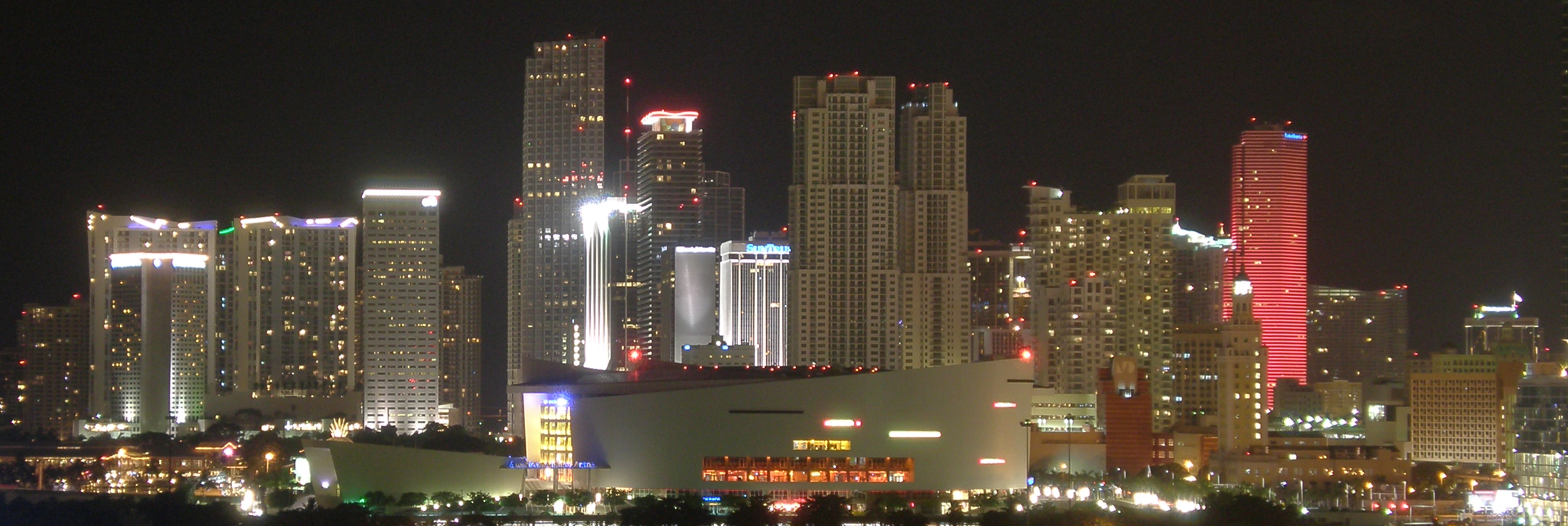
Panorama Downtown - Setembro de 2008
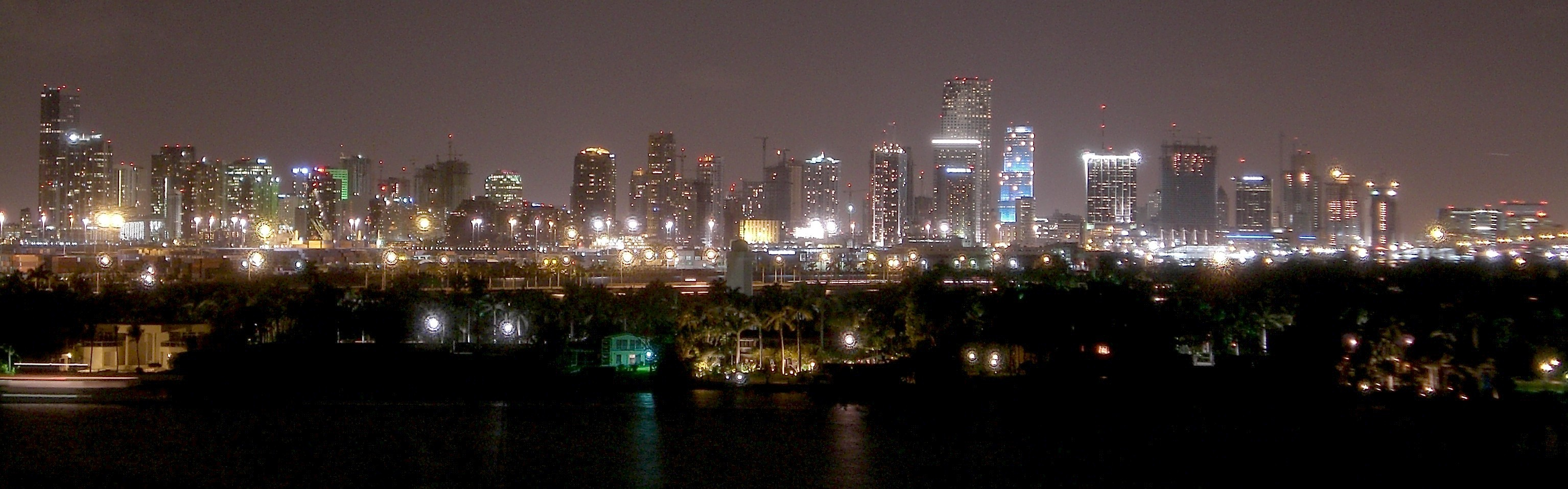
Panorama Downtown- Dez. 2006
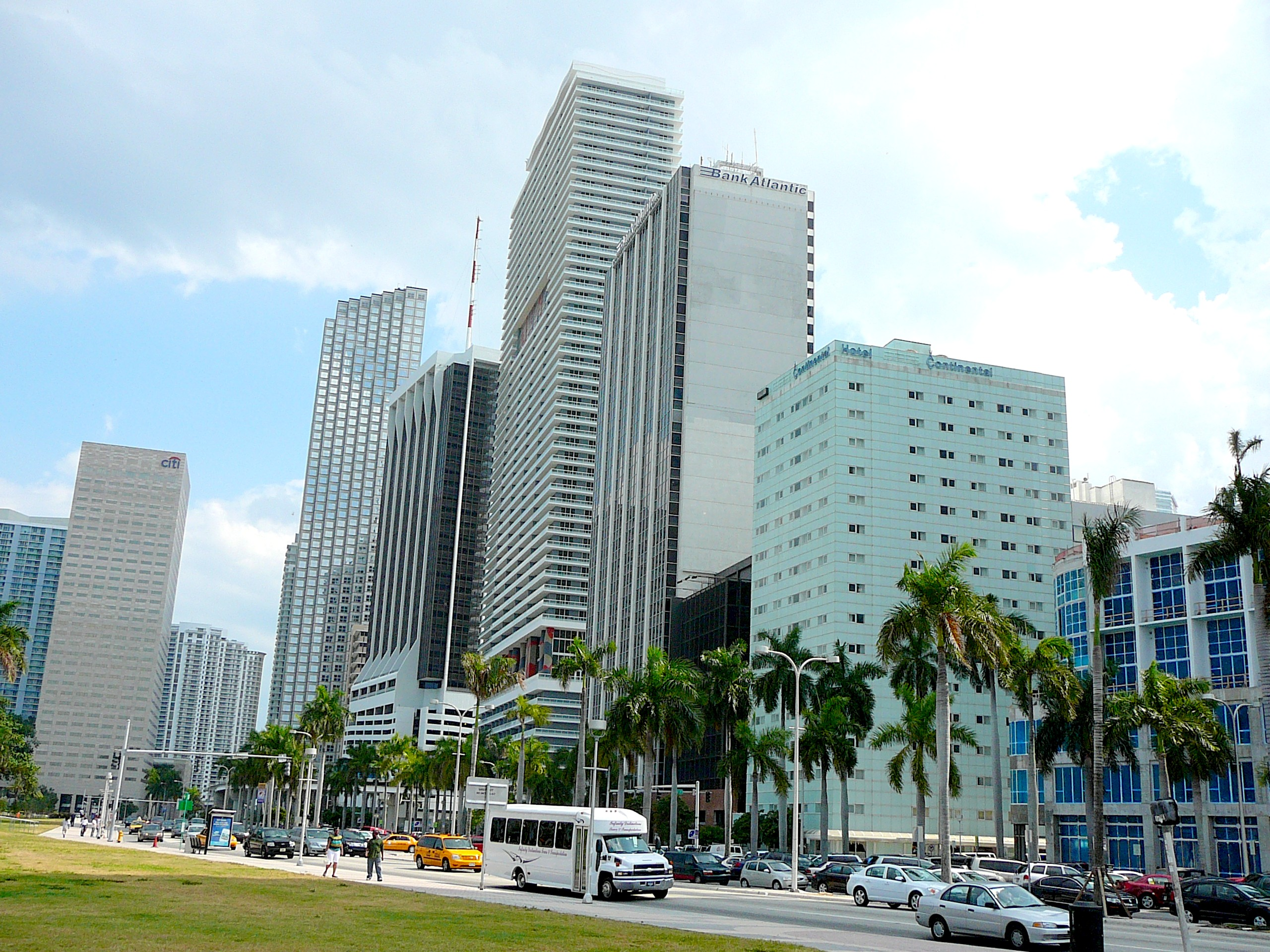
Biscayne Boulevard
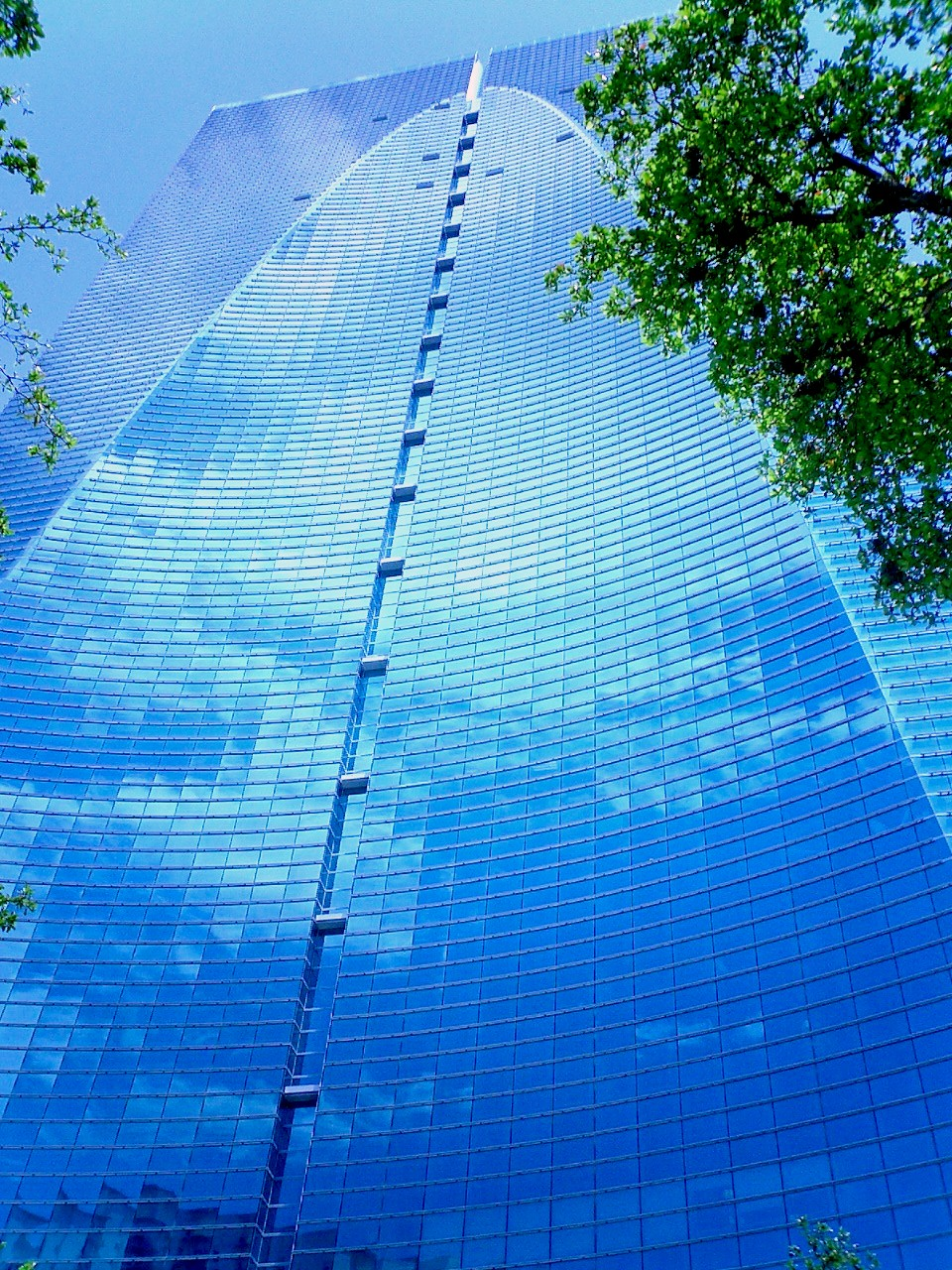
Espirito Santo Plaza
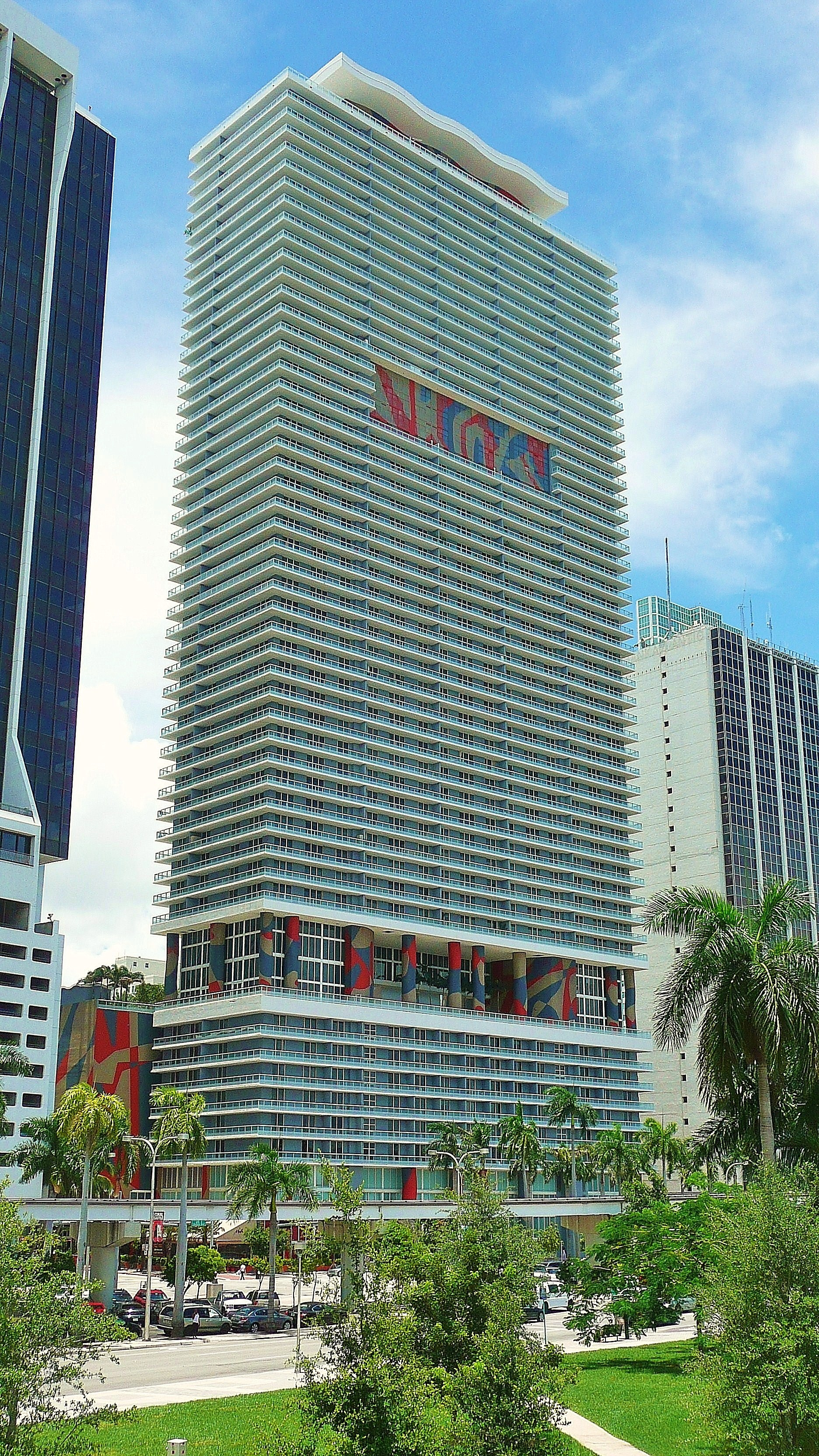
50 Biscayne
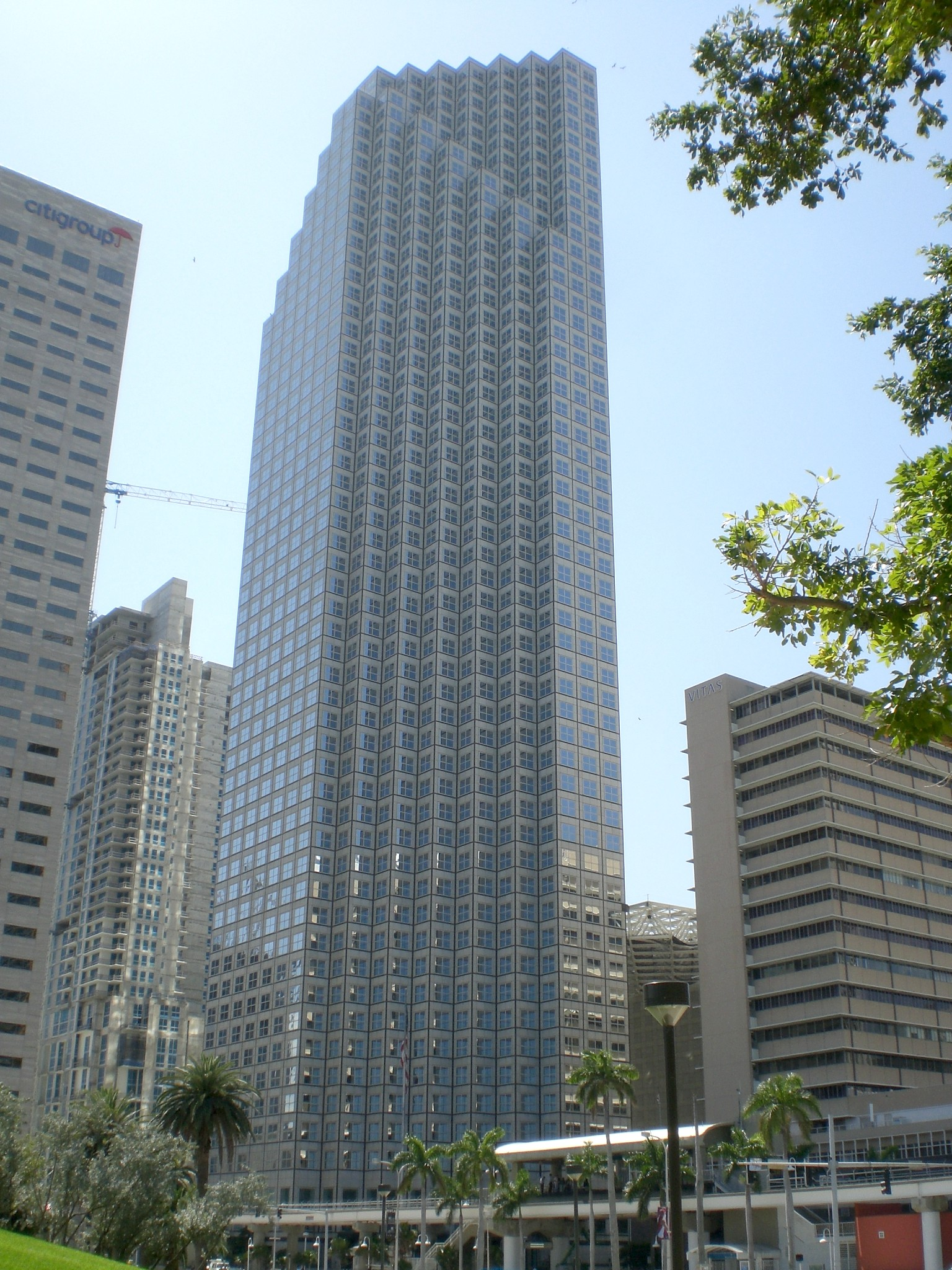
Southeast Financial Center
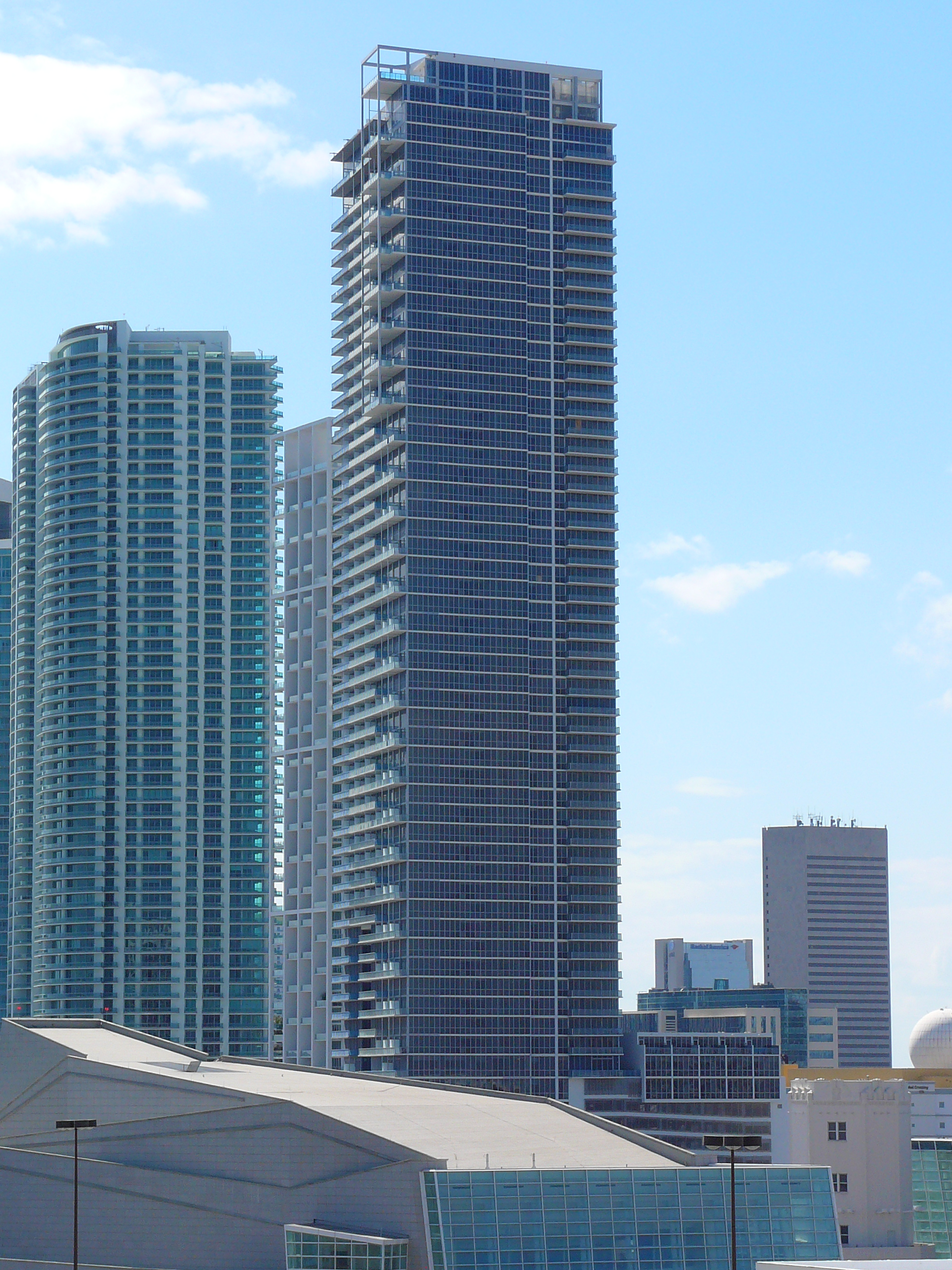
Marquis Miami
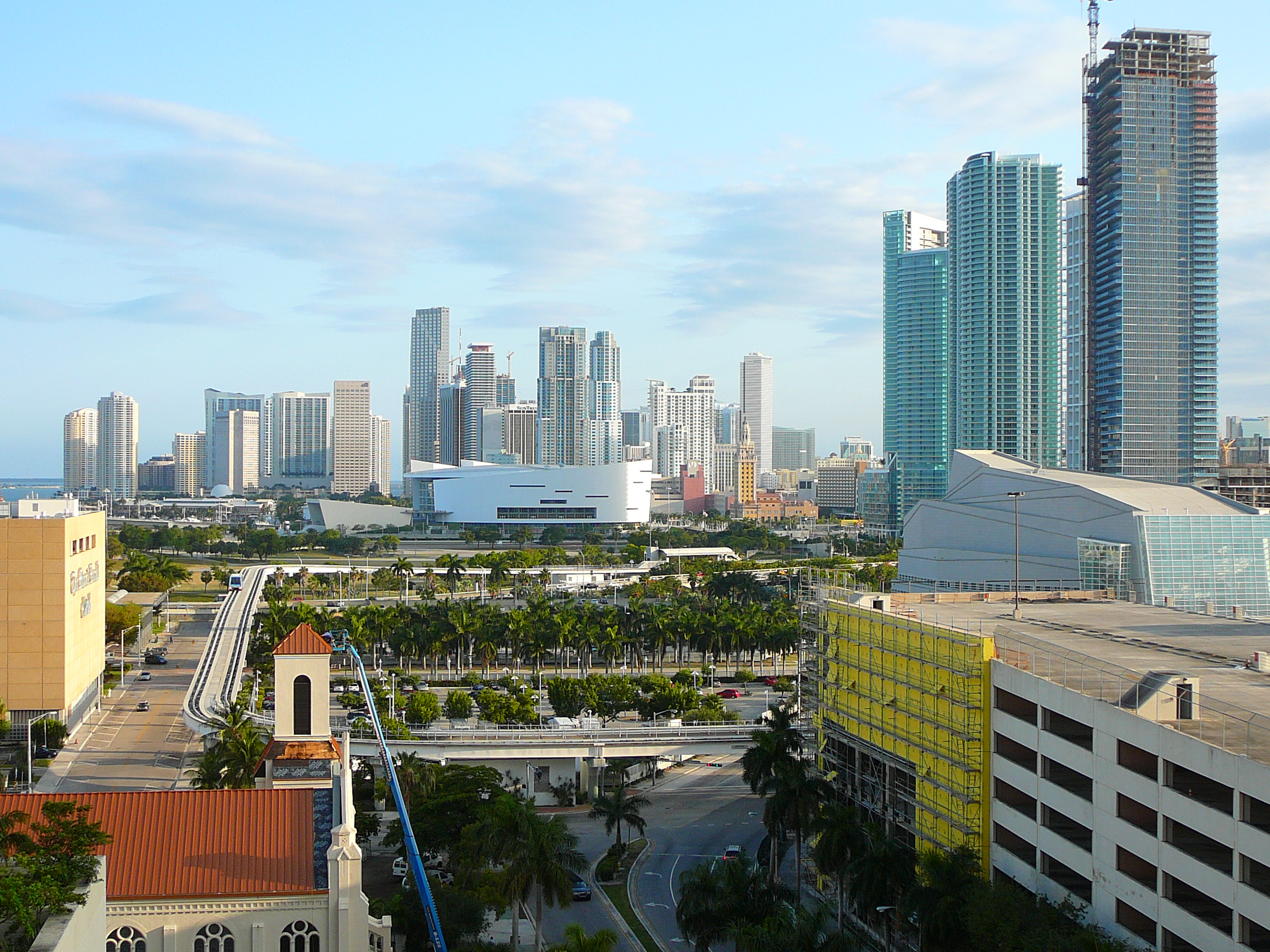
Downtown Miami visto de Omni (2006)
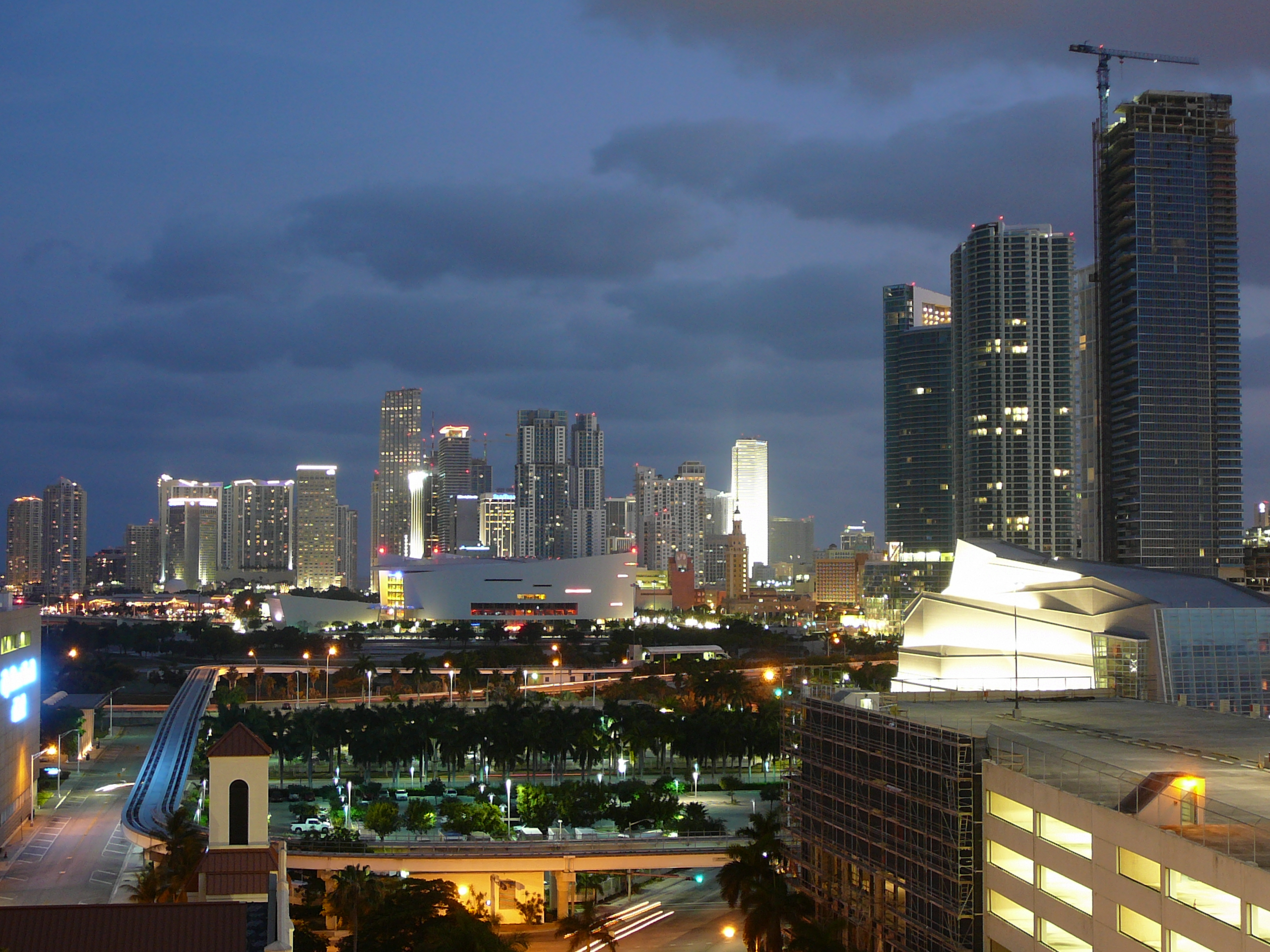
Vista noturna de Downtown, 2008
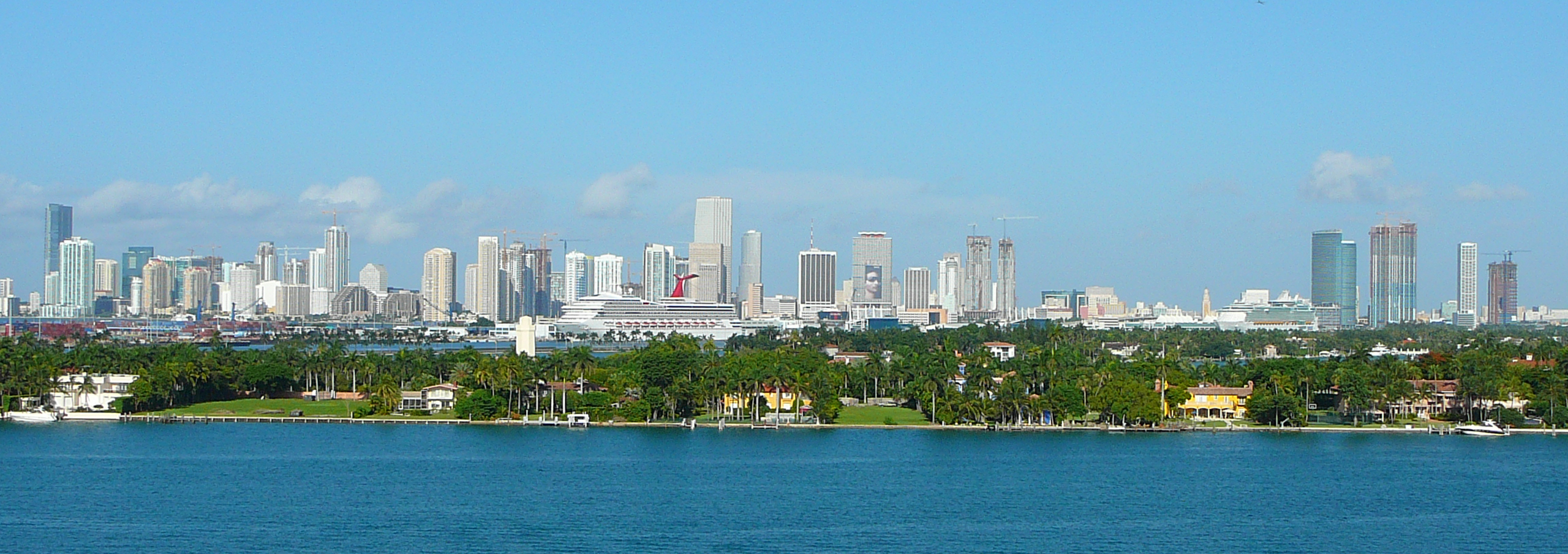
Panorama de Downtown visto de South Beach, Four Seasons Tower na esquerda
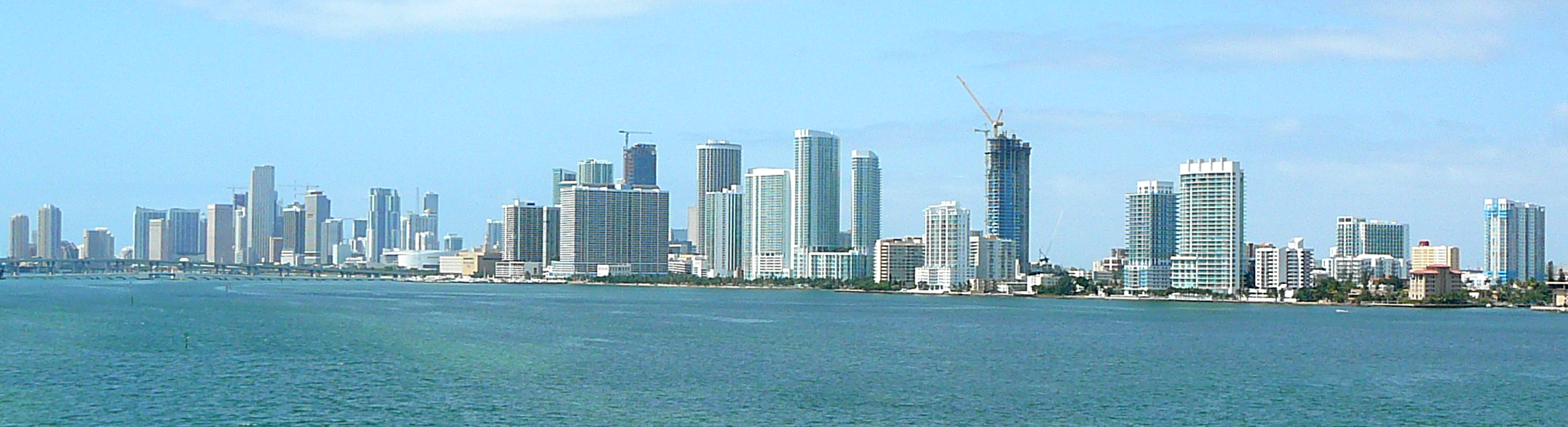
Downtown visto do nordeste